# Höhere Gewalt (Film)
Höhere Gewalt (Originaltitel: Turist, internationaler Titel: Force Majeure) ist ein schwedisches Filmdrama des Regisseurs und Drehbuchautors Ruben Östlund aus dem Jahr 2014.

## Handlung
Tomas und Ebba, ein junges, erfolgreiches schwedisches Ehepaar, ist mit seinen Kindern Vera und Harry zum Skifahren in einem luxuriösen Ferienhotel in Frankreich. Die wunderschöne Idylle wird nur getrübt durch gelegentliche laute Knallgeräusche von den umliegenden Hängen, mit denen instabile Schneemassen zum kontrollierten Lawinenabgang gebracht werden sollen. Beim Essen auf einer Terrasse des Hotels mit Aussicht auf die nahen, schneebedeckten Berghänge kann die Familie staunend eine solche Staublawine mitverfolgen. Jedoch kommen die Schneemassen schnell näher und aus Staunen wird Panik, als die Lawine schließlich über die Terrasse hereinbricht. Alle springen auf und fliehen, wobei Ebba bei den Kindern bleibt und sie zum Ausgang der Terrasse drängt, während Tomas alleine wegrennt und seine Frau und Kinder zurücklässt.
Zum Glück erweist sich die Staublawine als relativ harmlos. Ebba und die Kinder setzen sich wieder an den Tisch, dann gesellt sich auch Tomas zu ihnen und versucht mit einem verlegenen „Na, das war vielleicht was?“ zur Normalität zurückzukehren. Doch Ebba antwortet darauf nicht, sieht ihn nicht an, wirkt verwirrt und nachdenklich.
Später, bei einem Gespräch mit einer alten Freundin und deren amerikanischer Urlaubsbekanntschaft, erzählt Ebba auf Englisch von der Situation mit der Lawine. Es zeigt sich, dass Tomas die Szene anders interpretiert als seine Frau. Er leugnet oder ihm scheint nicht wirklich bewusst zu sein, dass er weggelaufen ist und seine Familie im Stich gelassen hat. Auf Schwedisch ergänzt er, dass er gar nicht in Skischuhen rennen könne.
Ebba reagiert mit stiller Wut, sie isoliert sich ein wenig von der Familie und macht einen Skiausflug auf eigene Faust. Sie trifft sich mit ihrer Freundin, mit der sie gemeinsam am Vorabend zu Abend gegessen haben, zum Kaffee, als sich die Freundin von einem anderen Mann verabschiedet. Ebba konfrontiert ihre Freundin mit ihrer Promiskuität, fragt sie, ob sie ihren Mann und ihre Kinder liebe. Ihre Freundin sagt, dass sie eine offene Beziehung mit ihrem Mann führe und dass sie froh sei, wenn er eine Frau für großartigen Sex finde, wenn er bei ihr sei. Als Ebba energischer wird, rät die Freundin, sich nicht zu streiten, und geht. Auch die Kinder spüren die wachsende Spannung zwischen den Eltern, so platzt etwa der kleine Harry einmal heraus: „Ich habe Angst, dass ihr euch scheiden lasst!“
Mats und Fanni, ein befreundetes Paar, treffen ebenfalls in dem Hotel ein. Zwischen den vier Erwachsenen kommt es nach einigen Gläsern Wein noch einmal zu einer Unterhaltung, die sich um die Lawinensituation dreht. Als Tomas weiterhin bestreitet, weggelaufen zu sein, fordert Ebba, sich die Szene auf einem Handy anzusehen, mit dem sie die Staublawine gefilmt hatten. Der widerstrebende Tomas muss nun einsehen, dass er tatsächlich weggelaufen ist. Mats versucht, zwischen Tomas und Ebba zu vermitteln, er argumentiert unter anderem mit dem Beispiel des Fährunglücks der Estonia, dass nun mal nicht jeder ein Held sei. Fanni sagt, dass sie vermutet, Mats würde sich in einer solchen Situation ähnlich verhalten. Mats zeigt sich irritiert.
Tomas ist seine offensichtlich gewordene Panikreaktion nun sehr peinlich. Als sie wieder allein im Hotelzimmer sind, beginnt er zu weinen, setzt sich auf den Fußboden und steigert sich nach und nach in einen nicht enden wollenden Weinkrampf hinein. Die Kinder kommen dazu. Sie haben ihren Vater noch nie in einem derartigen Zustand gesehen, sind völlig verwirrt und versuchen, ihn mit Umarmungen zu trösten. Ebba sitzt unschlüssig daneben und erklärt nur „Euer Papa ist ein bisschen traurig“, bis Vera zu ihr kommt und auch sie drängt, Tomas zusammen mit den Kindern zu trösten.
Am letzten Tag des Urlaubs unternimmt die Familie noch einmal einen Skiausflug. Dabei geraten sie in dichten Nebel. Tomas, bei den Kindern, vermisst plötzlich Ebba, die nicht mehr zu sehen ist. Ganz schwach hört er schließlich ihre Hilferufe. Er befiehlt den Kindern, hier auf ihn zu warten, und stapft in den Nebel davon. Nach einer Weile kommt er wieder zurück, auf seinen Armen trägt er die nur scheinbar verletzte Ebba. Selbstbewusst erklärt er seinen Kindern, dass nun alles in Ordnung sei.
Bei der Rückreise im Skibus über den Gebirgspass zeigt der Fahrer des Busses eine äußerst unsichere Fahrweise. Unruhe breitet sich unter den Fahrgästen aus und Ebba fordert den Busfahrer auf, sie aussteigen zu lassen. Nachdem sie mehr und mehr in Panik gerät, gibt der Fahrer ihrer Aufforderung nach und öffnet die Türen. Sie verlässt als erste den Bus, während andere Reisende versuchen, mit aller Kraft nach draußen zu gelangen. Tomas steckt mitten im Gewühl, als Mats die anderen auffordert, langsam und besonnen aus dem Bus zu steigen, damit keine Panik ausbricht. In der hereinbrechenden Dämmerung läuft die Gruppe den einsamen Gebirgspass herunter.

## Hintergrund
Die Dreharbeiten fanden in Les Arcs statt, einem Skigebiet in den Savoyer Alpen. Außerdem wurden einige Szenen am Stilfser Joch in Südtirol gedreht. Die Innenaufnahmen entstanden im 5-Sterne-Hotel Copperhill Mountain Lodge im schwedischen Skigebiet Åre.

## Rezeption
Der Film erreichte eine Wertung von 94 % bei Rotten Tomatoes und von 87/100 bei Metacritic.
Beim Toronto International Film Festival 2014 wurde Höhere Gewalt in der Sektion Special Presentations gezeigt. Er war nominiert für den Nordischen Filmpreis 2014 und den Europäischen Filmpreis 2014. Ferner wurde er als schwedischer Beitrag zur Verleihung des Preises für den besten fremdsprachigen Film beim Academy Award 2014 ausgewählt und war für die Golden Globe Awards 2015 nominiert, wiederum als bester ausländischer Film.
Epd Film vergab 4 von 5 Sternen und urteilte, „dass Ruben Östlund […] die Kämpfe der Protagonisten um das männliche Rollenbild, um Vertrauen und Beziehungsmodelle mit unbestechlicher Genauigkeit und einem erfrischenden, bisweilen schwarzen Humor“ seziere. Der gesamte Cast beeindrucke „durch feine und glaubwürdige Darstellungen, die in ihrer Lebensnähe durchaus ungemütlich“ würden.

## Auszeichnungen
Beim Cannes Filmfestival 2014 erhielt Höhere Gewalt den Preis der Jury in der Sektion Un Certain Regard.

## Neuverfilmung
2020 wurde mit Downhill eine US-amerikanische Neuverfilmung veröffentlicht. Die Regie übernahmen Jim Rash und Nat Faxon, die auch für das Drehbuch verantwortlich zeichneten, in den Hauptrollen sind Julia Louis-Dreyfus und Will Ferrell zu sehen.